# Socoltenango
Socoltenango är en kommunhuvudort i Mexiko.   Den ligger i kommunen Socoltenango och delstaten Chiapas, i den sydöstra delen av landet, 800 km öster om huvudstaden Mexico City. Socoltenango ligger 897 meter över havet och antalet invånare är 4 843.
Terrängen runt Socoltenango är kuperad åt nordost, men åt sydväst är den platt. Runt Socoltenango är det ganska glesbefolkat, med 35 invånare per kvadratkilometer. Närmaste större samhälle är Tzimol, 17,5 km öster om Socoltenango. Omgivningarna runt Socoltenango är en mosaik av jordbruksmark och naturlig växtlighet.